# Pontifikat
Pontifikat je oblika vladanja, ki se uporablja v Vatikanu, ki ni ne kraljestvo ne republika. Beseda izraža obliko vladanja, ki ga posreduje papeštvo, in se nanaša na funkcije papeža ali druge visoke predstavnike Rimokatoliške cerkve. Ker obstaja samo en rimski škof (oziroma papež), se izraz pontifikat uporablja tudi za opis papeževanja posameznega papeža. Izraz se ne sme zamenjevati s Svetim sedežem, ki se nanaša na škofovski prestol Škofije Rim, saj je pontifikat oblika vladanja in ne vladno telo.
Slovenska beseda pontifikat izvira iz nemškega samostalnika Pontifikat, ki izvira iz cerkvenolatinskega pontificatus. V klasični latinščini beseda pomeni »službo in čast vrhovnega svečenika«, izpeljana pa je iz latinske besede pontifex v pomenu vrhovni svečenik, v dobesednem prevodu mostograditelj, ki izvira iz latinsko pons – most in facere – narediti, zgraditi.